# HMS E31
HMS E31 – brytyjski okręt podwodny typu E. Zbudowany w latach 1914–1915 w Scotts Shipbuilding and Engineering Company, Greenock. Okręt został wodowany 23 sierpnia 1915 roku i rozpoczął służbę w Royal Navy 27 grudnia 1915 roku pod dowództwem Lt. Cdr. Ferdinanda E. B. Feilmana. Okręt został przydzielony do 8 Flotylli Okrętów Podwodnych w Harwich tworzącej trzon brytyjskiej floty podwodnej. 
W 1916 roku wszedł w skład 9 Flotylli Okrętów Podwodnych stacjonującej w Harwich. 4 maja 1916 roku w czasie wspólnego patrolu z okrętem-bazą wodnosamolotów HMS „Engadine” na Morzu Północnym w celu przechwycenia sterowców Zeppelin startujących z bazy w Tønder na terytorium Danii zestrzelił niemiecki sterowiec LZ 32. 1916 rok był okresem największej aktywności niemieckich sterowców, które w grupach po kilka maszyn dokonywały nalotów w celu bombardowania Londynu oraz innych miast przemysłowych w południowo-wschodniej Anglii. Załoga E31 obserwowała manewry LZ 32, który po lekkim trafieniu przez ogień z krążowników lekkich HMS „Galatea” oraz HMS „Phaeton” obniżył swój lot i znalazł się w zasięgu działań okrętu E31, który po wynurzeniu ostrzelał sterowiec powodując jego zestrzelenie. Siedmiu członków załogi sterowca zostało uratowanych przez załogę E31.
Po zakończeniu działań wojennych okręt stacjonował w Harwich. 6 września 1922 został sprzedany firmie Young w Sunderland.